# Under Graph
Under Graph (アンダーグラフ) es una banda de rock&pop japonés, con varios años de trayectoria indie y una ascendente carrera major. Con un estilo de rock bien ligero y con un gran uso de guitarras suavemente distorsionadas con delays. La banda sabe combinar estilos variados como el beat pop y el soft rock. En Japón se le compara con bandas como Mr.Children y Bump of Chicken

## Integrantes
- Matohara Naoto (Vocalista/Guitarras)
- Asa Ryosuke (Guitarra)
- Nakahara Kazumasa (Bajo y coros)
- Naoko Taniguchi (Batería)

## Biografía
Under Graph comenzó como banda el año 1997. Comenzaron a sonar en conciertos en vivo de la ciudad de Kobe, generalmente en pubs y eventos menores; más tarde en el 2000 se trasladan a Tokio para profesionalizar su carrera musical. En marzo de 2002 comienzan a lanzar sus discos indies, Sin embargo su lanzamiento como majors vendría en el año 2004, gracias a la difusión de la banda en la radio Nack5. En ese mismo año lanzaron hana-bira su primer sencillo como major y desde ahí en adelante no han parado de lanzar singles y álbumes de gran calidad musical

## Discografía

### Indie Singles
1. hana-bira
2. Keserasera
3. 'Majime Sugiru Kimi He'

### Major Singles
1. Tsubasa
2. Kimi no Koe
3. Paradigm
4. Majime Sugiru Kimi He
5. Yubisaki Kara Sekai o
6. Mata Kaeru Kara

### Álbumes
1. Zero he no Chouwa
2. Subarashiki Nichijou